# Ignazio Petrone
Ignazio Petrone (Pignola, 8 agosto 1915 – 8 gennaio 1981) è stato un politico italiano.

## Biografia
Laureato in giurisprudenza e avvocato, esponente del Partito Comunista Italiano. Viene eletto al Senato della Repubblica nel 1963, è confermato anche dopo le elezioni politiche del 1968 e ancora a quelle del 1972, conclude il proprio mandato parlamentare nel 1976. 
È morto l'8 gennaio 1981 all'età di 65 anni.